# Altoona, Kansas
Altoona är en ort i Wilson County i den amerikanska delstaten Kansas med en yta av 1,4 km² och en folkmängd, som uppgår till 485 invånare (2000).

## Kända personer från Altoona
- Oren E. Long, politiker